# 108 Mile Lake
108 Mile Lake är en sjö i Kanada.   Den ligger i provinsen British Columbia, i den centrala delen av landet, 3 400 km väster om huvudstaden Ottawa. 108 Mile Lake ligger 884 meter över havet. Arean är 1,5 kvadratkilometer. Den sträcker sig 1,3 kilometer i nord-sydlig riktning, och 2,2 kilometer i öst-västlig riktning.
I omgivningarna runt 108 Mile Lake växer i huvudsak barrskog. Runt 108 Mile Lake är det ganska glesbefolkat, med 28 invånare per kvadratkilometer.